# Краєвидна вулиця
Краєви́дна ву́лиця — зникла вулиця, що існувала в Дарницькому районі (нині — територія Дніпровського) міста Києва, місцевість Воскресенська слобідка. Пролягала від вулиці Сєрова до Пухівської вулиці.
Прилучався Краєвидний провулок.

## Історія
Виникла у перший половині XX століття, мала назву (2-га) вулиця Воровського. Назву Краєвидна вулиця набула 1955 року.
Ліквідована наприкінці 1970-х — на початку 1980-х років у зв'язку зі знесенням старої забудови Воскресенської слобідки та частковим переплануванням місцевості.